# Яковлев, Сергей Петрович
Серге́й Петро́вич Я́ковлев (03.03.1934 — 16.05.2010) — российский учёный в области теории процессов обработки металлов давлением и технологии кузнечно-штамповочного производства. Заслуженный деятель науки и техники Российской Федерации.

## Биография
Родился в Ростове-на-Дону. Окончил Ростовский государственный университет им. Молотова (1957).
С 1963 года преподавал в Тульском политехническом институте (ТулГУ): ассистент, старший преподаватель, доцент, профессор. Возглавлял кафедру «Технология штамповочного производства» (в настоящее время «Механика пластического формоизменения», МПФ), был проректором по научной работе (1997—2005). С 2005 г. профессор кафедры МПФ.
Основное направление научной деятельности — методы анализа и расчёта статических и динамических процессов на основе обобщённых математических моделей, учитывающих реальные свойства анизотропии и неоднородности механических свойств материала.
Доктор технических наук (1972), профессор (1973).
Автор 15 монографий и учебных пособий, справочника, более 250 научных статей, получил 13 авторских свидетельств об изобретениях.
Заслуженный деятель науки и техники РСФСР (1990), Почётный работник высшего профессионального образования РФ (2003).
Лауреат:
- Государственной премии РФ (1998 — за разработку научных основ и ресурсосберегающих процессов деформирования при изготовлении изделия машиностроения с высокими техническими требованиями),
- премии Совета Министров СССР (1982 — за создание и внедрение новых технологических процессов и технологического оборудования в машиностроении)
- Премии Правительства РФ в области науки и техники (2006 — за разработку комплекса технологий и научное обеспечение производственных процессов пластического формообразования особых пластических деталей машиностроения из высокопрочных анизотропных материалов),
- трижды лауреат премии им. С. И. Мосина (1972, 2002, 2006) — за работы в области вооружения.

Награждён орденом Почёта (2000) и медалями «Ветеран труда» (1984), «300 лет Российскому флоту» (1996).
Сын — Сергей Сергеевич Яковлев (1957—2015), профессор ТулГУ.